# Марамоновка
Марамоновка, Марамонівка (рум. Maramonovca) — село у Дрокійському районі Молдови. Утворює окрему комуну.

## Історія
За даними етнографічної експедиції 1869—1870 років під керівництвом Павла Чубинського, у селі здебільшого проживали українці, населення розмовляло лише українською мовою.

## Населення
За даними перепису населення 2004 року у селі проживали 2666 осіб; 2014 рік - 1952 особи. 
Національний склад населення села:
| 2004                 | 2004           | 2004      | 2014           | 2014      |
| Національність       | Кількість осіб | Частка, % | Кількість осіб | Частка, % |
| -------------------- | -------------- | --------- | -------------- | --------- |
| українці             | 2354           | 88,3      | 1558           | 79,8      |
| молдавани            | 192            | 7,2       | 283            | 14,5      |
| росіяни              | 59             | 2,2       | 63             | 3,2       |
| цигани               | 48             | 1,8       | 32             | 1,6       |
| гагаузи              | 8              | 0,3       | 6              | 0,3       |
| інша / без відповіді | 5              | 0,2       | 10             | 0,5       |
| Всього               | 2666           | 100       | 1952           | 100       |

Повсякденна мова мешканців села (2014, %):
| мова       | кількість осіб | частка, % |
| ---------- | -------------- | --------- |
| українська | 1520           | 77,86     |
| російська  | 333            | 17,06     |
| молдовська | 66             | 3,38      |
| циганська  | 12             | 0,61      |
| не вказали | 21             | 1,07      |

## Відомі люди
- Келар Степан Пилипович (1939—2018) — український поет і перекладач, фольклорист.